# Torben Forsberg
Torben Forsberg (Nachname [fɔʂbærj], * 1964) ist ein dänischer Kameramann.
Unter anderem hat Forsberg den Film Olsenbande Junior gefilmt.

## Kamera
- Hjärtslag (2004)
- "Forsvar" (2003)
- Prinsesse Alexandra og verdens børn (2003, TV)
- Bokshu the Myth (2002)
- Monsteret (2002)
- Olsenbande Junior (2001)
- Helten Henning (1998)
- Cykelhelten (1995)
- 2022: Against the Ice